# Miguel Torres Gómez
Miguel Torres Gómez, född 28 januari 1986 i Madrid, är en spansk fotbollsspelare för Málaga CF i La Liga. Han spelade sedan 12 års ålder som mittback/ytterback i Real Madrid C och i Real Madrid B och tog den 12 juli 2007 steget upp till A-laget. Han har hittills spelat 52 matcher i ligan för Real Madrid. Han har också representerat Spanien på U21-nivå.
Torres seniordebuterade mot Écija Balompié i Copa del Rey den 25 oktober 2006, då de ordinarie backarna Fabio Cannavaro, Cicinho och Míchel Salgado var skadade. Han spelade även i bortamatchen, då han kom in som avbytare för Sergio Ramos i den 80:e matchminuten. Ligadebuten kom mot Real Zaragoza då han fick spela hela 90 minuter. Han fick även spela nästa match, mot Real Mallorca. 
Säsongen 2008/2009 fick Torres mindre speltid då Real värvat den argentinske vänsterbacken Gabriel Heinze från Manchester United.

## Meriter

### Real Madrid
- La Primera División: 2006/2007, 2007/2008
- Supercopa de España: 2008, silver 2007